# Nicéphore Soglo
Nicéphore Dieudonné Soglo (født 29. november 1934) er en tidligere politiker fra Benin, der i perioden 1991-96 var landets præsident.
Soglo forlod Benin efter Mathieu Kérékous statskup i 1972. Han arbejdede for IMF og Verdensbanken, mens han var i eksil. Han vendte tilbage og blev premierminister i 1990-91 og vandt i 1991 præsidentvalget over Kérékou. Ved det næste præsidentvalg i 1996 vandt Kérékou imidlertid. 
Nicéphore Soglo var borgmester i byen Cotonou fra 2003 til 2015.
1. ↑  Navnet er anført på engelsk og stammer fra Wikidata hvor navnet endnu ikke findes på dansk.